# Hygrolycosa umidicola
Hygrolycosa umidicola är en spindelart som beskrevs av Tanaka 1978. Hygrolycosa umidicola ingår i släktet Hygrolycosa och familjen vargspindlar. Inga underarter finns listade i Catalogue of Life.